# Eibenstock

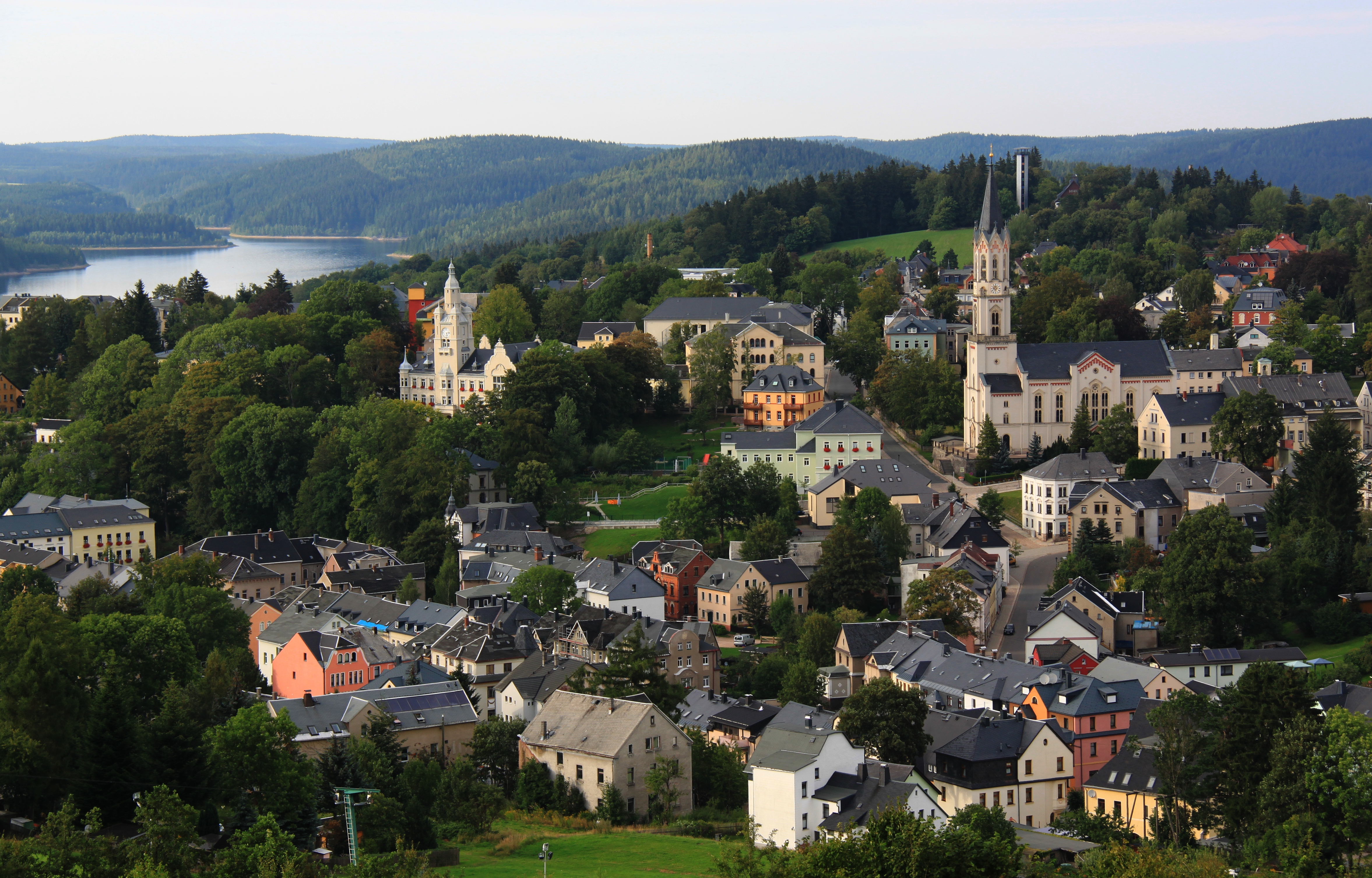
Eibenstock

Eibenstock ist eine Stadt im sächsischen Erzgebirgskreis und liegt im Westerzgebirge. Die Gemeindeteile Eibenstock, Carlsfeld und Wildenthal sind staatlich anerkannte Erholungsorte.

## Geographie
Eibenstock liegt nach der Naturraumkarte von Sachsen in der Mesogeochore „Eibenstocker Bergrücken“. Das bebaute Stadtgebiet umfasst die Mikrogeochoren „Eibenstocker Rückengebiet“ und „Eibenstocker Zerschneidungsgebiet“.
Zur Stadt Eibenstock gehören die Ortsteile Eibenstock, Blauenthal, Wolfsgrün, Neidhardtsthal, Wildenthal, Oberwildenthal, Sosa sowie Carlsfeld mit den kleinen Siedlungen Blechhammer, Neues Wiesenhaus, Stabhammer, Wilzschmühle und Weitersglashütte.
Nachbarorte
| Gemeinde Schönheide im Erzgebirgskreis | Gemeinde Stützengrün und Gemeinde Zschorlau im Erzgebirgskreis | Gemeinde Bockau im Erzgebirgskreis                               |
| Stadt Auerbach im Vogtlandkreis        | Kompassrose, die auf Nachbargemeinden zeigt                    | Stadt Schwarzenberg und Gemeinde Breitenbrunn im Erzgebirgskreis |
| Gemeinde Muldenhammer im Vogtlandkreis | Stadt Frühbuß im Bezirk Karlsbad                               | Stadt Johanngeorgenstadt                                         |

## Geologie und Bergbau
Eibenstock liegt im Bereich des Eibenstock-Nejdek-Granitmassivs. Der Felsuntergrund im Stadtgebiet besteht aus einem Lithiumglimmergranit des Typs Eibenstock. Im Granit treten selten Pegmatitkörper, ferner Quarzgänge sowie Zinn- und Eisenerze auf.
Die ersten beiden urkundlichen Erwähnungen als Ybenstok bzw. Ibenstok datieren auf das Jahr 1378. Damals wurde es eine Alte Seife genannt, was darauf hindeutet, dass die Entwicklung des Dorfes auch vom Bergbau bestimmt worden ist. Noch bis in das 19. Jahrhundert wurde in der Umgebung von Eibenstock Seifenbergbau betrieben, gleichzeitig aber auch der Abbau von Eisenstein und Zinn aus festem Gestein. Die Bergordnung für Eibenstock datiert vom 15. März 1534. 1560 wurde Eibenstock offizieller Sitz eines eigenen Bergamtes und nannte sich fortan freie Bergstadt.
Die Zinnseifnerei endete 1814 und nachdem auch die letzten, noch bis 1890 betriebenen Eisenerzgruben schlossen, wurden die alten Gruben, Pinge und Seifen in einen Bergbau- und Seifenlehrpfad umgewandelt.
1978 wurde in Mineralproben aus einem Straßenschacht südlich von Eibenstock ein neues Mineral entdeckt, das die Erstbeschreiber F. W. Tschuchrow, B. B. Swjagin, W. A. Driz, A. I. Gorschkow, L. P. Jermilowa, E. A. Goilo und E. S. Rudnizkaja als Fe3+-Analogon von Pyrophyllit identifizierten und entsprechend als Ferripyrophyllit (IMA 1978-062) bezeichneten. Der in der Erstbeschreibung erwähnte Erstfundort (Typlokalität) „Straßenschacht“ konnte nicht lokalisiert werden.

## Geschichte

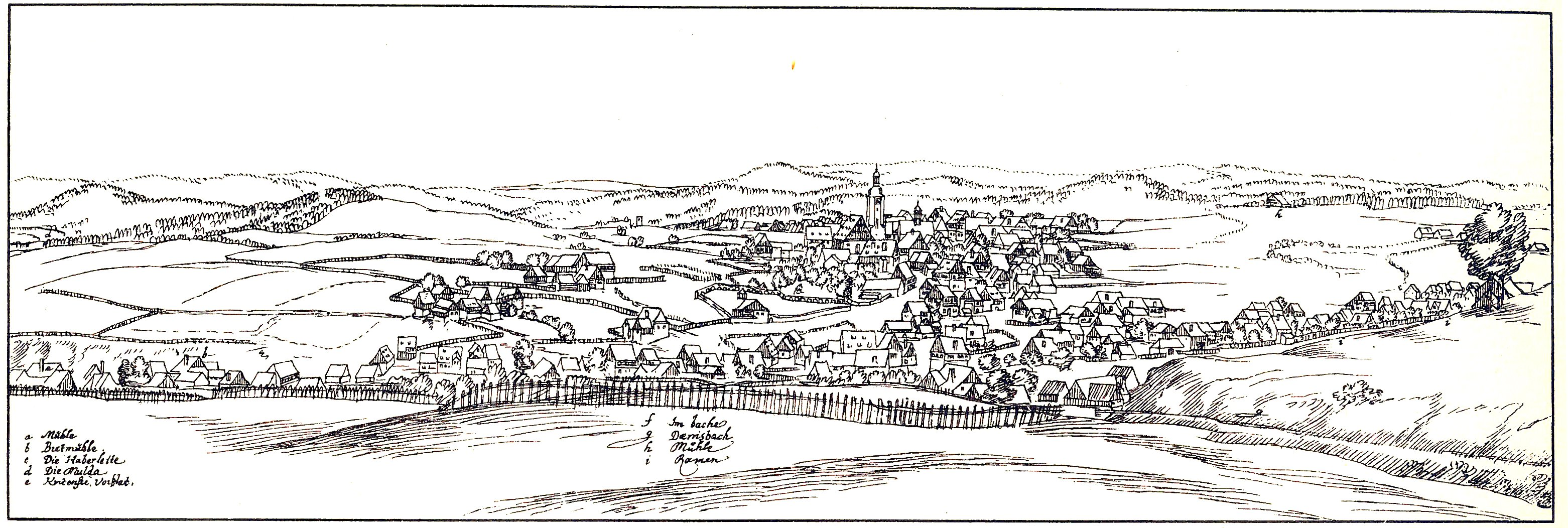
Eibenstock um 1629 in einem Stich von Wilhelm Dilich

### Name
Als Ursprung des Namens wird die Bezeichnung für einen „Ort am Eibenstöckicht bzw. Eibenholz“ angenommen.

### Von der Gründung bis zum Beginn des 20. Jahrhunderts
Aufgrund der Höhenlage von mehr als 600 m wird Eibenstock nicht zu den allerersten Bauerndörfern im Erzgebirge gehört haben. Es gibt die Einschätzung, es sei als dauerhafte Ansiedlung in Form eines Radialwaldhufendorfes frühestens im Laufe des 13. Jahrhunderts im Bereich der späteren Herrschaft Schwarzenberg entstanden. Ab Ende des 12. Jahrhunderts wird es bereits als Bauerndorf angesehen. In etwa 1,5 Kilometern Entfernung vom Stadtrand wurde unweit der Mündung des Steinbächels in die Große Bockau bei Blauenthal ein Ringwall gefunden.
1453 belehnte Kurfürst Friedrich von Sachsen die Brüder Leonhart und Nickel von Tannenberg auf Plohn unter anderem mit den Dörfern Eibenstock, Sosa und Burkhardtsgrün. Diese konnten sich jedoch nur kurz an dem neuen Besitz erfreuen, denn Wilhelm von Tannenberg musste Eibenstock im Jahre 1456 an den Erbmarschall von Sachsen, Hans Löser, abgeben. 1464 fiel Eibenstock dann wieder an die Herrschaft Schwarzenberg zurück und zählte somit 1533 zum sächsischen Amt Schwarzenberg.
Im Zuge der ersten Kirchenvisitationen in Sachsen nach dem Beginn der Reformation wurde zwischen dem 12. Januar und dem 1. Februar 1529 auch Eibenstock visitiert. Im Bericht der Visitatoren wird beschrieben, dass in Eibenstock eine Kirche vorhanden war und zwei Pastoren ihren Dienst verrichteten. Kirchlich zu Bockau gehörte auch das benachbarte Dorf Sosa.
Stadtrecht
Stadtrecht erhielt Eibenstock um die Mitte des 15. Jahrhunderts. 1532 wurde der Ort als „Marktflecken“ und 1555 als „Städtlein“ bezeichnet. Marktrecht erhielt die nunmehrige Stadt erst 1639. 1734 gab es das erste Mal einen Fischmarkt, bei dem frischer Fisch aus Hamburg verkauft wurde.

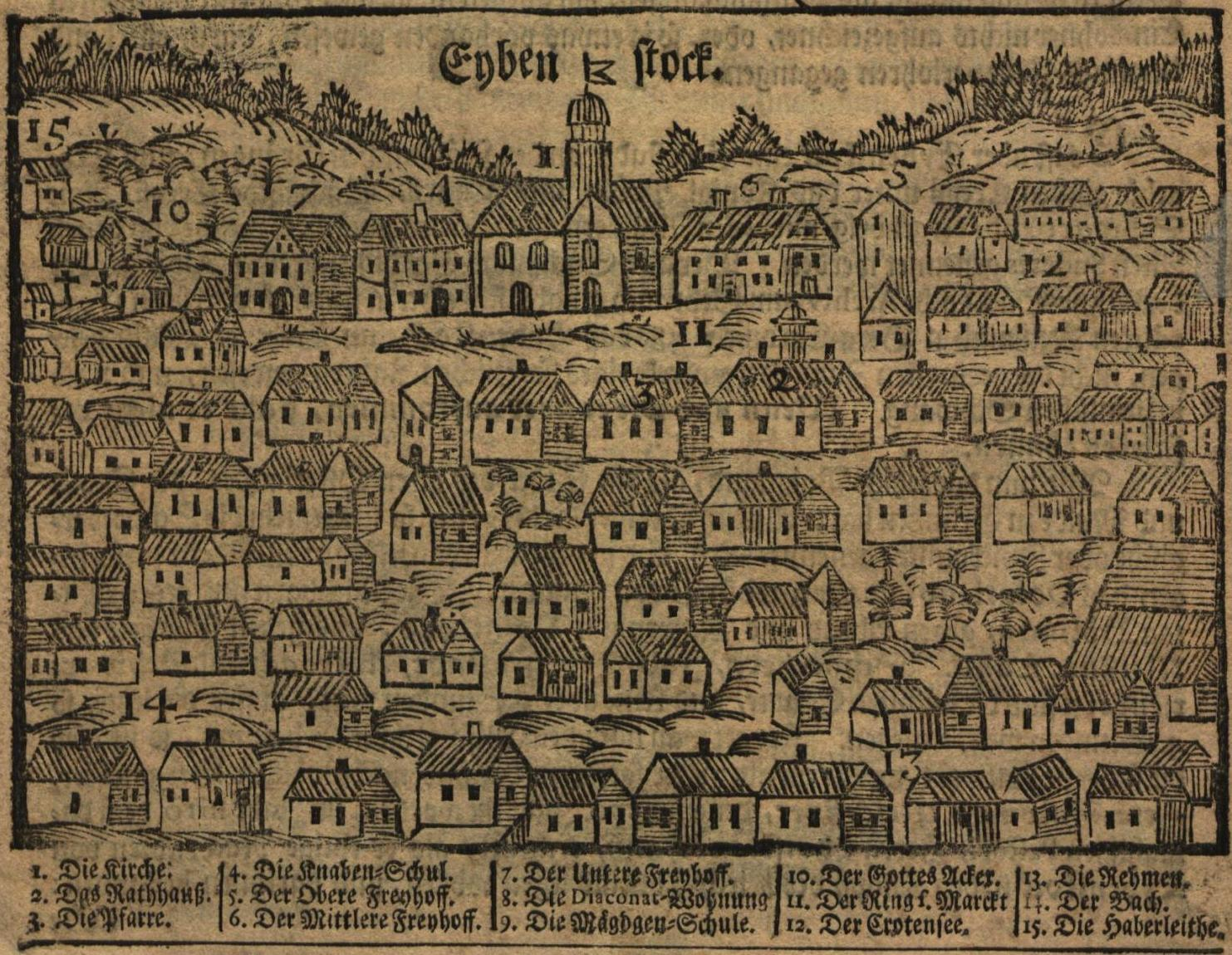
Ansicht von Eibenstock in der Chronik von Johann Paul Oettel aus dem Jahr 1747

Im Jahr 1770 war auch Eibenstock von einem Erdbeben betroffen, über das sogar in einer Zeitung in Augsburg berichtet wurde: Von Leipzig wird gemeldet, daß zu Bockau, Schneeberg, Johann Georgenstadt, Eybenstock und in der ganzen gebürgischen Gegend ein Erdbeben, jedoch sonder Schaden, verspüret worden.
Stickerei als Gewerbe
Mit Clara Angermann kam das Tambourieren 1775 (Kunststickerei mit Häkelnadel) in die Stadt; sie brachte diese Kunst bis 1780 den Frauen der Stadt bei. Die Stickerei begann aufzublühen. 1850 gab es schon sechs erfolgreiche Stickereibetriebe und 1858 kam die erste Stickmaschine zum Einsatz. Die Stickereien wurden in der ganzen Welt berühmt, so dass von 1891 bis 1908 die USA ein Konsulat in der Stadt für die Pflege ihrer Geschäftsbeziehungen unterhielten.
Karl August Engelhardt berichtet in seiner 1826 erschienenen Vaterlandskunde für Bürgerschulen des Königreichs Sachsen, Eibenstock bestehe nur aus einzelnen Häusern ohne Gassen, betreibe „Bergbau auf Zinn und Eisenstein, fertigt Vitriolöl, Blechwaare, Spitzen und Mousselin, welcher auch häufig für Voigtländische Fabriken ausgenäht wird.“
Stadtbrände
Durch drei große Brände (1856, 1862 und 1892), denen ganze Stadtteile zum Opfer fielen und fast ein Drittel der Häuser zerstört wurden, wurde beim Wiederaufbau die Neugestaltung der Gebäude nach zeitgemäßen Gesichtspunkten vorgenommen. In der Zeit von 1864 bis 1868 wurde die neoromanische Kirche und 1906/07 ein neues Rathaus im Jugendstil erbaut.
Eisenbahn
Im Jahre 1875 öffnete im tief eingeschnittenen Tal der Zwickauer Mulde die Bahnstrecke Chemnitz–Aue–Adorf. Aufgrund des Höhenunterschieds von rund 130 m und der Entfernung von etwa 3,5 km war der im Tal gelegene Bahnhof für die Eibenstocker aber nur mit großen Mühen zu erreichen. Deshalb wurde beschlossen, die Steilstrecke Eibenstock zu bauen, die im Jahr 1905 eröffnet werden konnte und als steilste Bahnstrecke Sachsens überregional bekannt wurde. Die Station im Tal wurde Eibenstock unterer Bahnhof, die Station an der Stadt Eibenstock oberer Bahnhof benannt. Mit dem Bau der Talsperre wurde der Eisenbahnbetrieb sowohl auf der Steilstrecke als auch im Muldetal im Jahr 1975 eingestellt.
Amts- und Anzeigeblatt
In Eibenstock erschien das Amts- und Anzeigeblatt für den Gerichtsamtsbezirk Eibenstock und dessen Umgebung, von dessen Jahrgängen von 1872 bis 1879 zahlreiche Exemplare in der Staats- und Universitätsbibliothek Dresden aufbewahrt und in digitalisierter Form zugänglich sind. Dies gilt auch für die Nachfolgezeitung, das Amts- und Anzeigeblatt für den Bezirk des Amtsgerichts Eibenstock und dessen Umgebung, in der Zeit von 1879 bis 1910. Die Vorgängerzeitung war das Obererzgebirgische Wochenblatt zunächst für Eibenstock, Johanngeorgenstadt, Schönheide und deren Umgebung. Es war von Ende 1854 an erschienen und von 1857 an auch das Amtsblatt des Bezirksgerichts Eibenstock. Dies machte sich auch in der Änderung des Namens in Amts- und Anzeigeblatt für den Gerichtsamtsbezirk Eibenstock und dessen Umgebung bemerkbar.

### Entwicklung ab 1914 bis heute
Im Ersten Weltkrieg brach das Stickereiwesen zusammen und erst nach Ende des Zweiten Weltkrieges konnte sich die Stickereiindustrie wieder etablieren. Allerdings hat sie nie wieder den hohen Berühmtheitsgrad erreichen können, den sie vor 1914 innehatte. Kleine Stickereibetriebe schlossen sich zunächst zu Genossenschaften zusammen, wie die Produktionsgenossenschaften des Handwerks (PGH) Sticktex oder die Eibenstocker Buntstickerei. 1972 wurden die PGH in volkseigene Betriebe (VEB) umgewandelt.

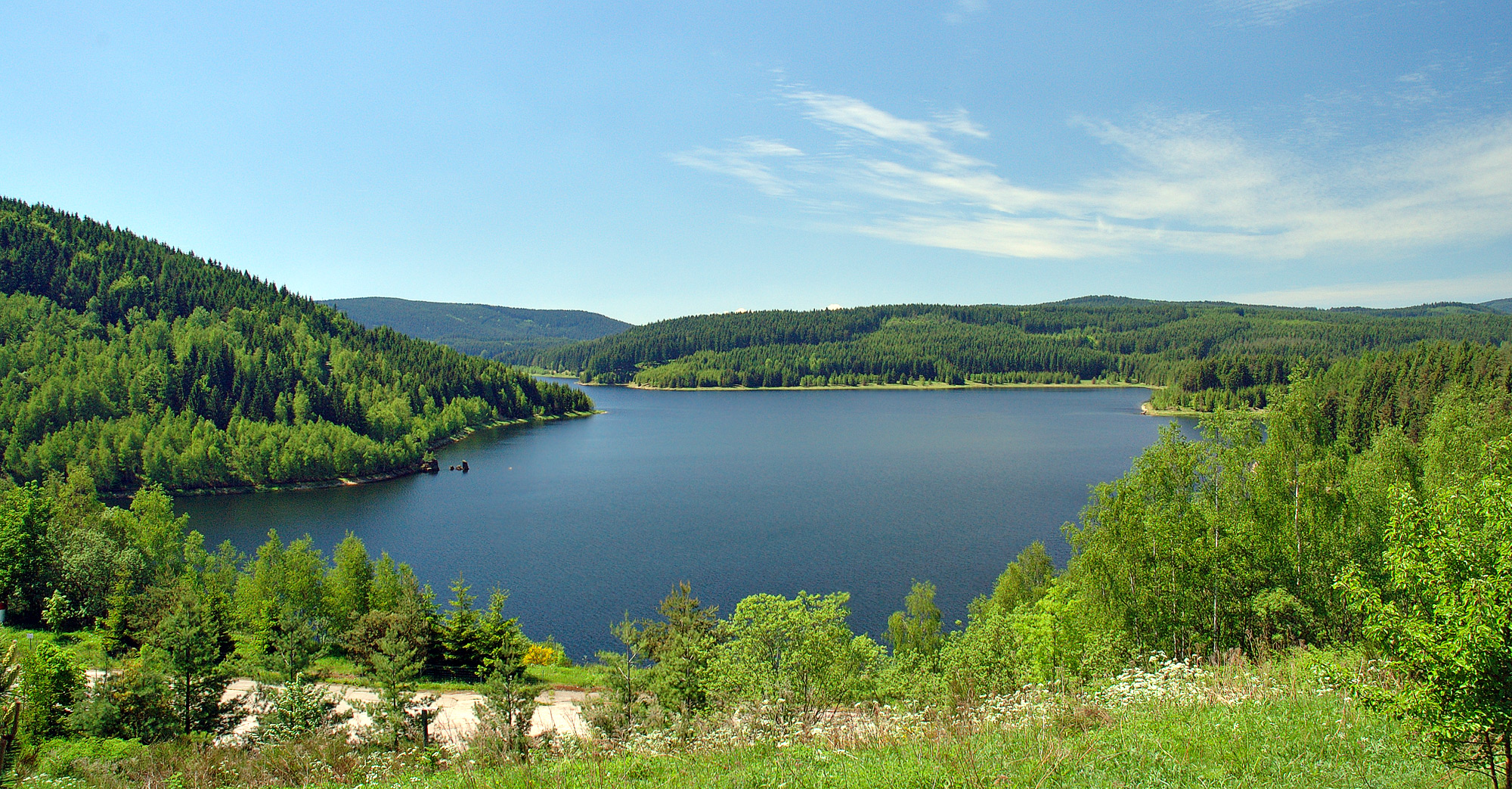
Talsperre Eibenstock

In den Jahren 1974 bis 1979 wurde mit der Talsperre Eibenstock das zweitgrößte Talsperrenprojekt der DDR umgesetzt. Der Ortsteil Muldenhammer wurde rückgebaut. Es entstand ein Becken mit 77 Millionen Kubikmetern Stauraum und etwa 350 ha Fläche. Es werden damit etwa eine Million Menschen mit Trinkwasser versorgt.
Nach der Wende stellten sich Teile der Stickereiindustrie in Eibenstock als nicht konkurrenzfähig heraus, während andere alteingesessene Firmen expandierten und sich neue innovative Unternehmen im Gewerbegebiet ansiedelten.
Zahlreiche Neugründungen von Betrieben in der Tourismus- und Freizeitwirtschaft profitieren von der Vision der Stadt von der Entwicklung zum Kurort und unterstützen mit ihrer unternehmerischen Tätigkeit zugleich diesen Prozess.
Im Rahmen öffentlich-rechtlicher Vereinbarungen wurden die Gemeinden Blauenthal und Wildenthal auf der Grundlage der Sächsischen Gemeindeordnung in der freiwilligen Phase der ersten sächsischen Kommunalreform zum 1. Januar 1994 in die Stadt Eibenstock eingegliedert. Am 1. April 1997 folgte die Gemeinde Carlsfeld, am 1. Januar 2011 die Gemeinde Sosa.
Eibenstock feierte 2005 sein 850-jähriges Bestehen, nachdem bereits im Juli 1955 das 800-jährige Bestehen gefeiert wurde.

### Einwohnerentwicklung
Die folgende Zusammenstellung zeigt die Entwicklung der Einwohnerzahl ab dem Jahr 1802. Nach einer fast Verdreifachung infolge der Industrialisierung im Verlauf des 19. und frühen 20. Jahrhunderts ist seit der deutschen Wiedervereinigung ein durch Abwanderung und rückläufige Geburtenzahlen verursachter steter Rückgang der Einwohnerzahl feststellbar. Die Eingemeindung des Nachbarortes Sosa zum 1. Januar 2011 ergab – nach Gebietsstand vom 31. Dezember 2010 – noch einmal eine deutliche Erhöhung der Einwohnerzahl auf 8168 Personen.
| Jahr | Einwohner |
| ---- | --------- |
| 1802 | 3.142     |
| 1834 | 4.576     |
| 1847 | 5.229     |
| 1875 | 6.553     |
| 1905 | 8.698     |
| 1913 | 9.899     |
| 1959 | 9.500     |
| 1960 | 7.050     |
| 1971 | 8.477     |

| Jahr | Einwohner |
| ---- | --------- |
| 1998 | 7.410     |
| 1999 | 7.285     |
| 2000 | 7.187     |
| 2001 | 7.081     |
| 2002 | 6.924     |
| 2003 | 6.815     |
| 2004 | 6.708     |
| 2005 | 6.576     |
| 2006 | 6.440     |

| Jahr | Einwohner |
| ---- | --------- |
| 2007 | 6.339     |
| 2008 | 6.263     |
| 2009 | 6.195     |
| 2010 | 8.168     |
| 2011 | 7.933     |
| 2012 | 7.838     |
| 2013 | 7.736     |
| 2014 | 7.678     |
| 2015 | 7.640     |

ab 1960 Stichtag: 31. Dezember
Quellen: 1847 und 1905: Faltblatt Rathaus Eibenstock (Stand April 2011); 1959: Meyers Neues Lexikon. VEB Bibliograph. Inst. Leipzig, 1963, Bd. 2, S. 808; ab 1998: Statistisches Landesamt des Freistaates Sachsen (Gemeindetabelle)

## Politik
- SPD: 1
- FWV: 2
- GTV: 2
- BI: 2
- CDU: 8
- AfD: 2

Die AfD kann einen Sitz nicht besetzen. Der Stadtrat verkleinert sich entsprechend.

### Stadtrat
Seit der Stadtratswahl am 9. Juni 2024 verteilen sich die 17 Sitze des Stadtrates folgendermaßen auf die einzelnen Gruppierungen:
| Liste                                         | 2024   | 2024   | 2019   | 2019   | 2014   | 2014   |
| Liste                                         | Sitze  | in %   | Sitze  | in %   | Sitze  | in %   |
| --------------------------------------------- | ------ | ------ | ------ | ------ | ------ | ------ |
| CDU                                           | 8      | 42,8   | 9      | 44,4   | 11     | 54,3   |
| AfD                                           | 2      | 16,0   | 3      | 15,9   | –      | –      |
| Gewerbe- und Tourismusverein Eibenstock e. V. | 2      | 12,6   | 1      | 6,5    | 1      | 9,5    |
| Bürgerinitiative (H)ERZgebirge                | 2      | 11,8   | –      | –      | –      | –      |
| Freie Wählervereinigung Eibenstock e. V.      | 2      | 9,8    | 2      | 11,3   | 1      | 5,2    |
| SPD                                           | 1      | 7,0    | 2      | 12,4   | 4      | 21,2   |
| Linke                                         | –      | –      | 1      | 5,5    | 1      | 9,8    |
| Förderverein der Grundschule Sosa e. V.       | –      | –      | –      | 4,1    | –      | –      |
| Wahlbeteiligung                               | 69,8 % | 69,8 % | 62,1 % | 62,1 % | 46,7 % | 46,7 % |

### Bürgermeister
Bei der Bürgermeisterwahl im Juni 2015 wurde Uwe Staab mit 85,0 % der gültigen Stimmen als Bürgermeister im Amt bestätigt.
| Wahl | Bürgermeister | Vorschlag | Wahlergebnis (in %) |
| ---- | ------------- | --------- | ------------------- |
| 2022 | Uwe Staab     | CDU       | 98,6                |
| 2015 | Uwe Staab     | CDU       | 85,0                |
| 2008 | Uwe Staab     | CDU       | 98,3                |
| 2001 | Uwe Staab     | CDU       | 84,6                |
| 1994 | Uwe Staab     | CDU       | 79,1                |

### Städtepartnerschaften
Eibenstock pflegt partnerschaftliche Beziehungen zu:
- Biebertal in Hessen seit 1991

## Gedenkstätten
- Gemeinschaftsgrabanlage mit zwei Obelisken auf dem Städtischen Friedhof für eine unbekannte Anzahl sowjetischer Kriegsgefangener sowie von Frauen und Männern, die während des Zweiten Weltkrieges Opfer von Zwangsarbeit wurden. Dort ruhen auch 40 unbekannte KZ-Häftlinge eines Todesmarsches des KZ Flossenbürg, die im April 1945 von SS-Männern ermordet wurden
- Gedenkstein an der Straße Eibenstock-Wildenthal beim früheren Gasthaus Waldschänke
- Gedenkstein an der Bundesstraße 283 kurz vor Schönheiderhammer für die Häftlinge des Todesmarsches 1945 mit der Aufschrift „Hier wurden 1945 21 KZ-Häftlinge von den Faschisten ermordet. Vergesst uns nicht!“

## Kultur und Sehenswürdigkeiten
- Evangelisch-Lutherische Stadtkirche im neoromanischen Stil
- Rathaus im Stil des Historismus mit zahlreichen Jugendstilelementen insbesondere im Innenbereich. Besonders markant ist der zentrale, über 50 Meter hohe Rathausturm. Der Bau wurde nach den Plänen des Stadtbaumeisters Arthur Lützner gestaltet. Die Einweihung erfolgte am 31. Oktober 1907 mit der Übergabe des Goldenen Schlüssels an den damaligen Bürgermeister Adolf Hesse.
- Museum „Schatzhaus Erzgebirge“, ehemaliges Stickereimuseum[30]
- Nachbildung der Kursächsischen Distanzsäule von 1727 auf dem Postplatz (Originalreststück im Museum)
- restaurierte Königlich-sächsische Stationssteine am früheren Zollamt (Karlsbader Straße) und an der Stadtkirche (Schönheider Straße/Kirchplatz)
- Eibenstock war durch das große FDGB-Ferienheim an der Talsperre Eibenstock bekannt, das ursprünglich zur Unterbringung der Erbauer der Talsperre diente. Heute ist der Komplex saniert und wird als Hotel betrieben, daneben wurde ein Erlebnisbad errichtet. Wegen des auffälligen blauen Anstriches trägt das Hotel seit der Sanierung den Namen Das Blaue Wunder.
- Unweit südlich des Blauen Wunders steht der 2008 errichtete „Glück auf“-Turm, ein 33,89 m hoher Aussichtsturm.[31]
- Südlich der Stadt befindet sich der 778,1 m hoch gelegene Adlerfels, von dessen Nähe man bei klarer Sicht einen schönen Panoramablick auf Eibenstock genießt. Am Berghang befindet sich „Wurzelrudis Erlebniswelt“, die u. a. eine Allwetterbobbahn, einen Irrgarten, einen Abenteuerspielplatz und einen Skilift beinhaltet.
- Der nahe der tschechischen Grenze gelegene 1018 m hohe Auersberg gehört zum Ortsteil Wildenthal.
- Der Wettin-Stein an der Rektorbrücke im Tal der Großen Bockau ist mit ca. 1,70 m Höhe der größte seiner Art in der Region. Er ist aufwendiger gearbeitet als vergleichbare Exemplare und zeigt neben der Inschrift noch Krone und die Sachsenschwerter.

Sehenswürdigkeiten
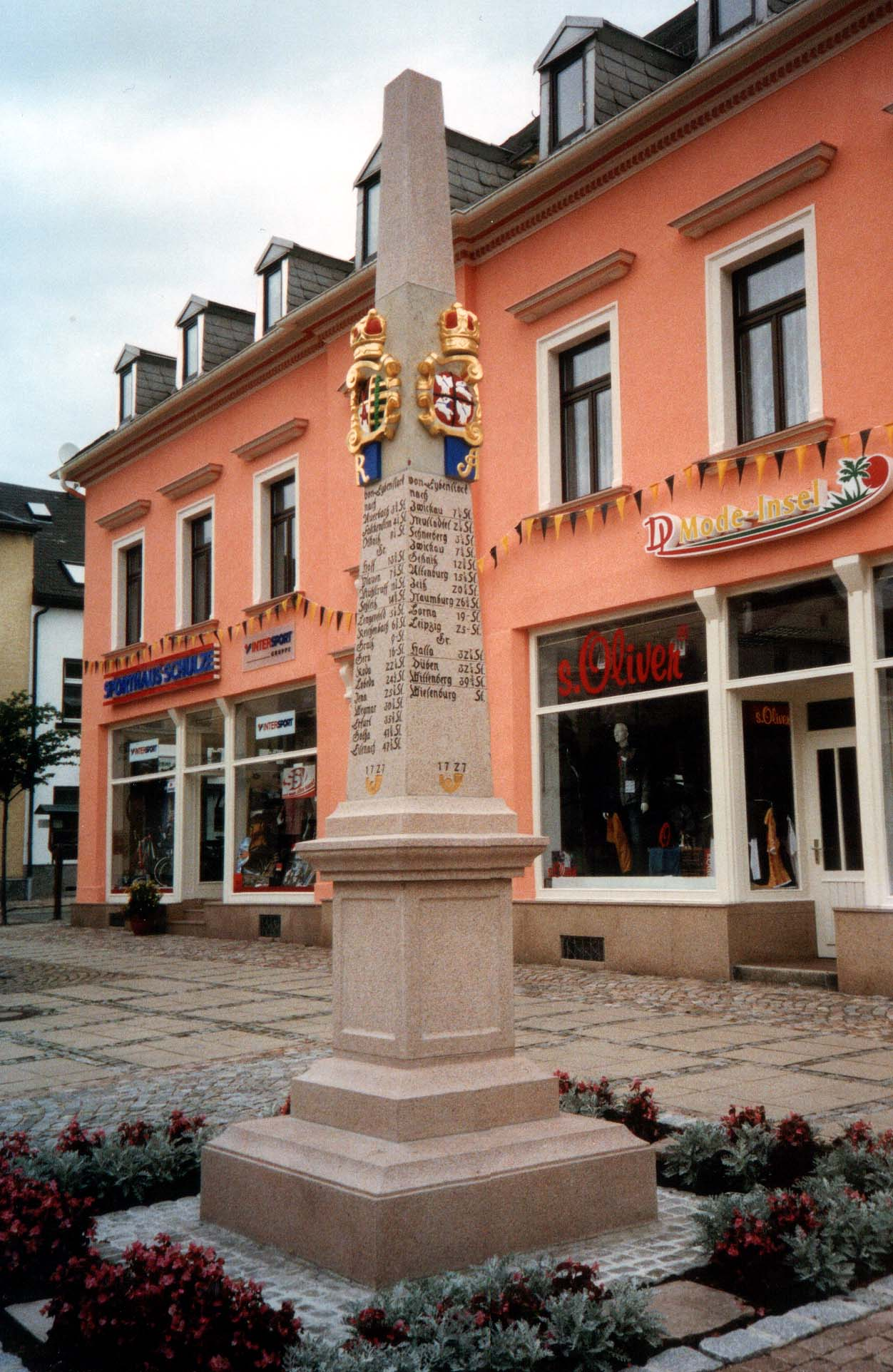
Kursächsische Postmeilensäule
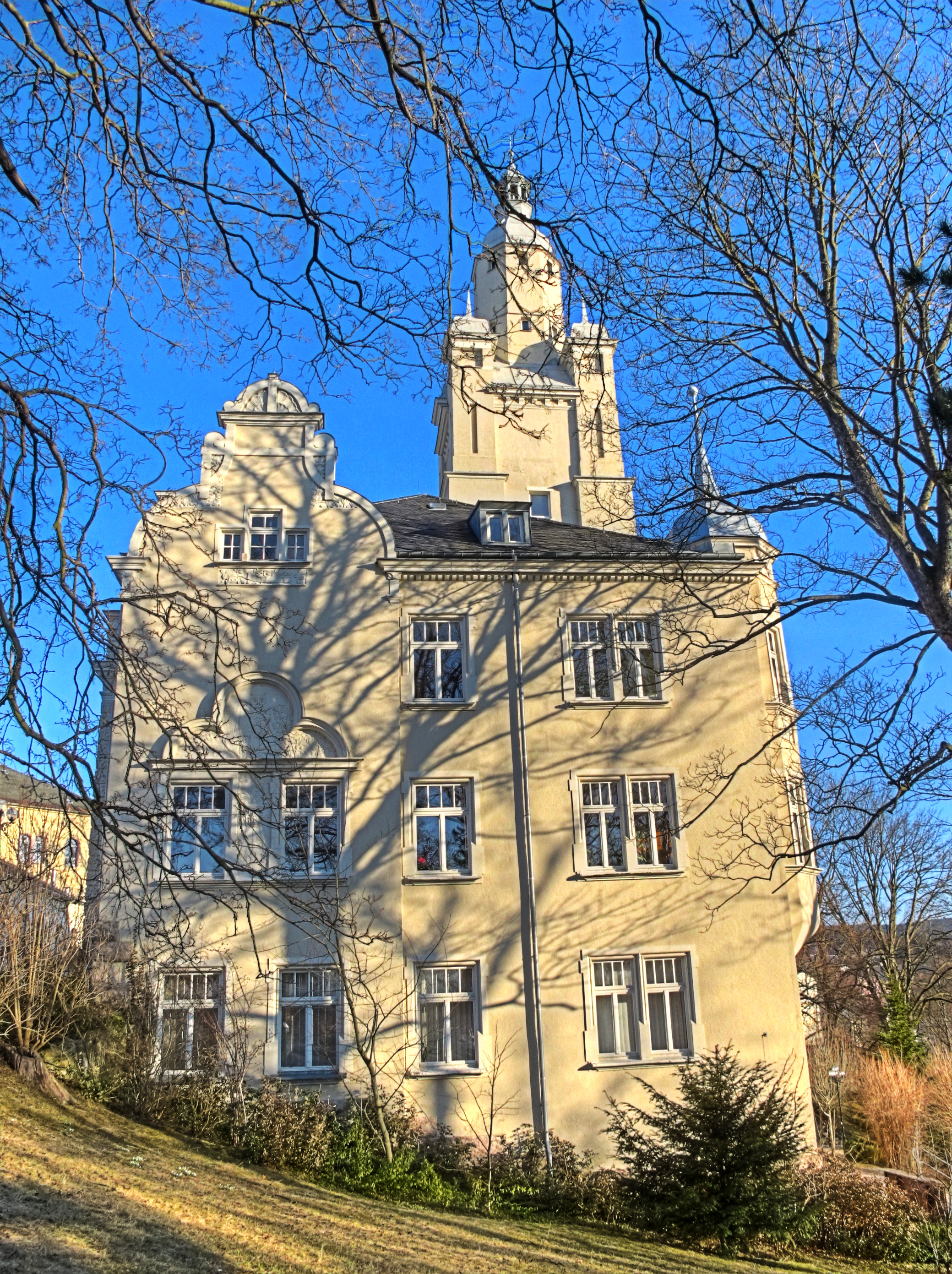
Rathaus (1907)
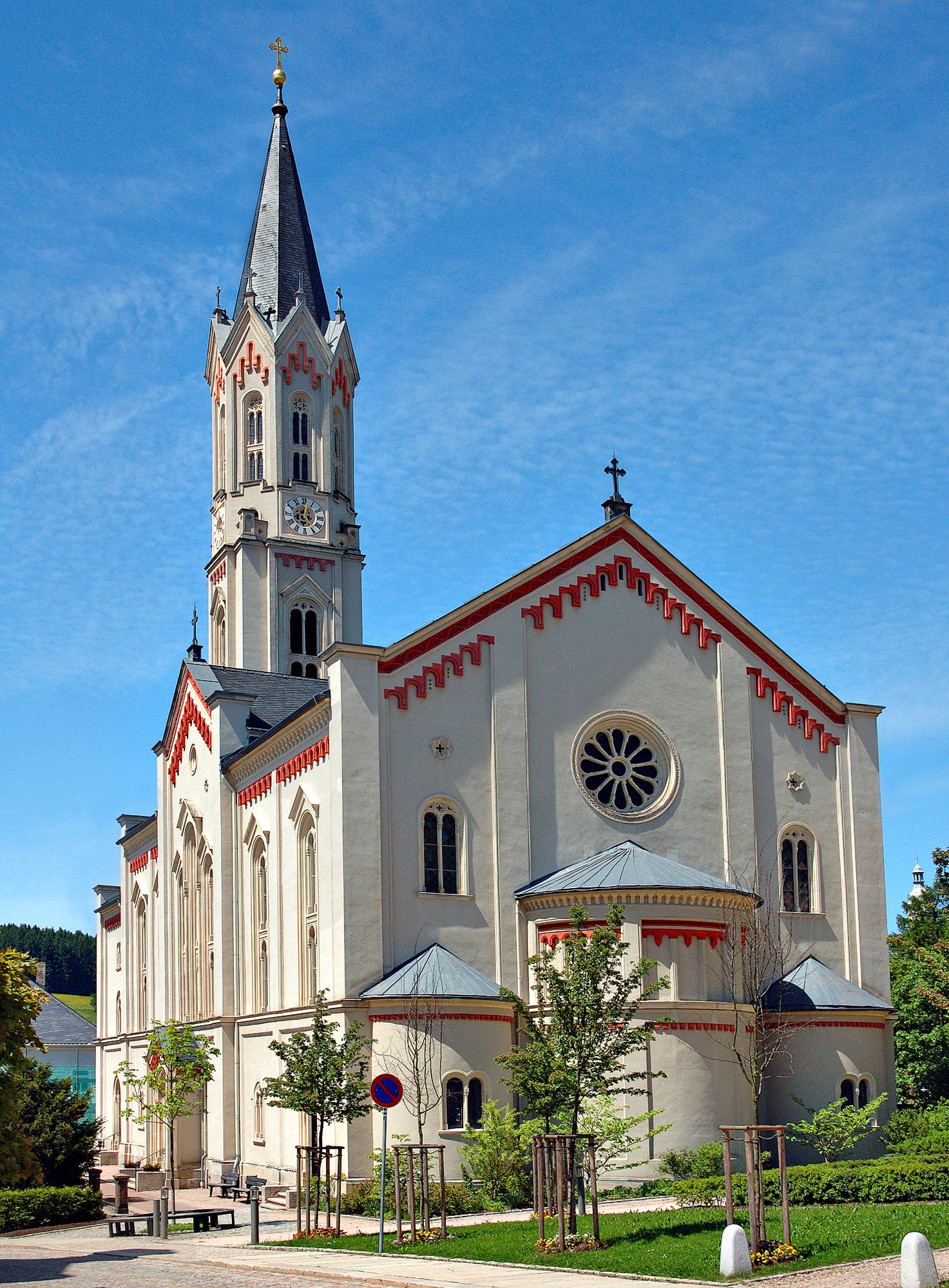
Evangelische Stadtkirche
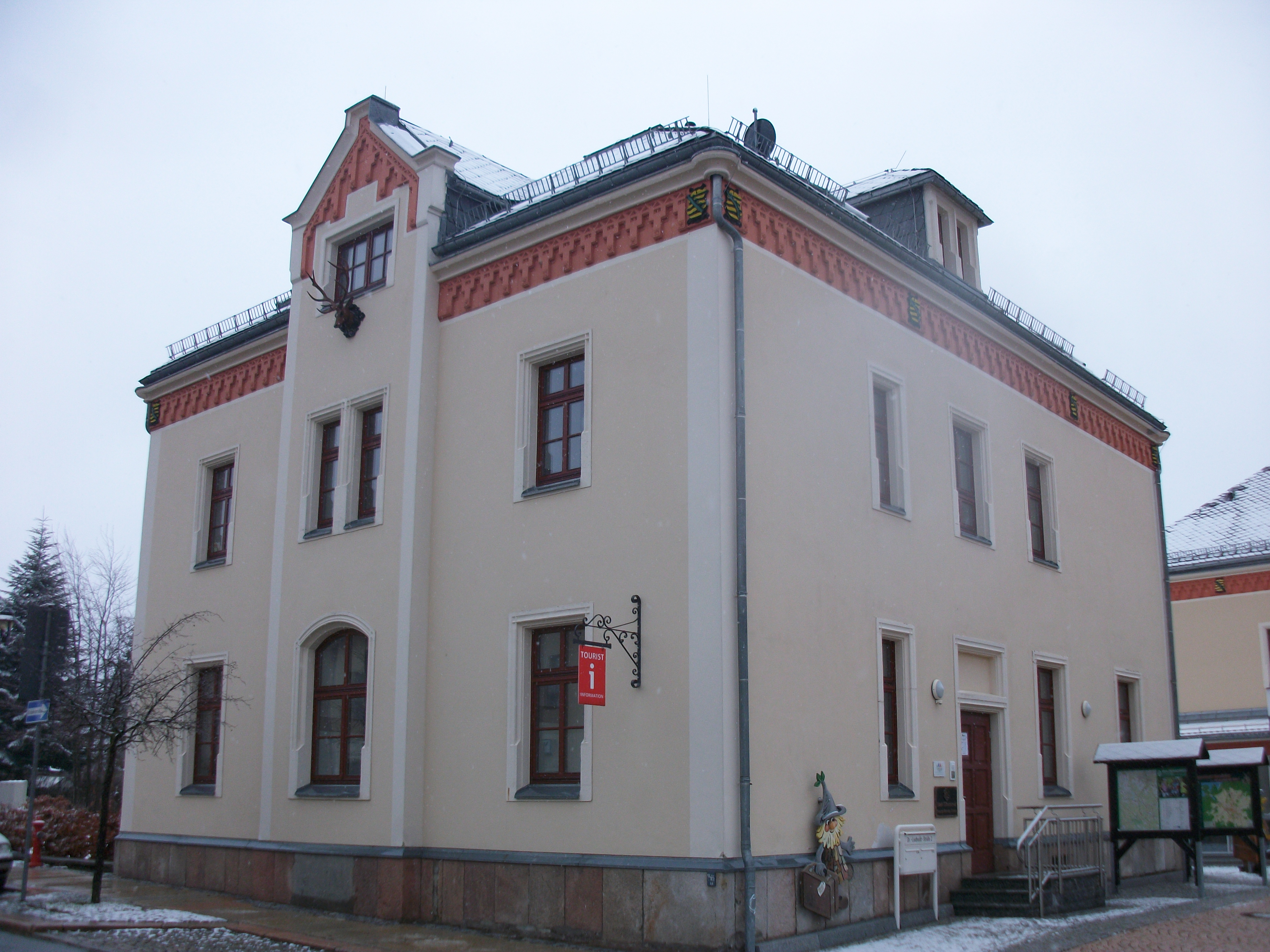
Frühes Königl. Forstamt (Revier Auersberg), heute Touristinfo
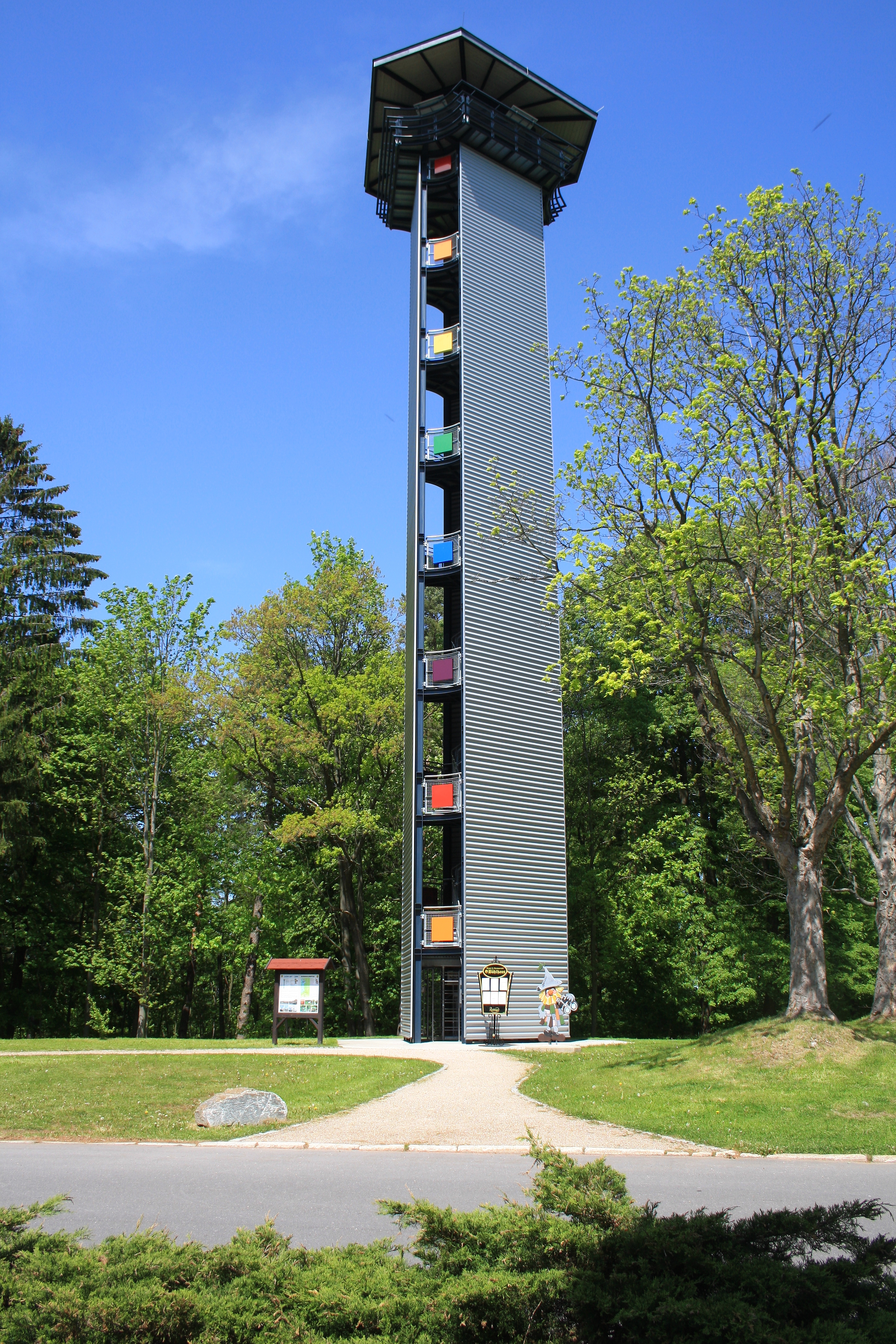
„Glück auf“-Turm
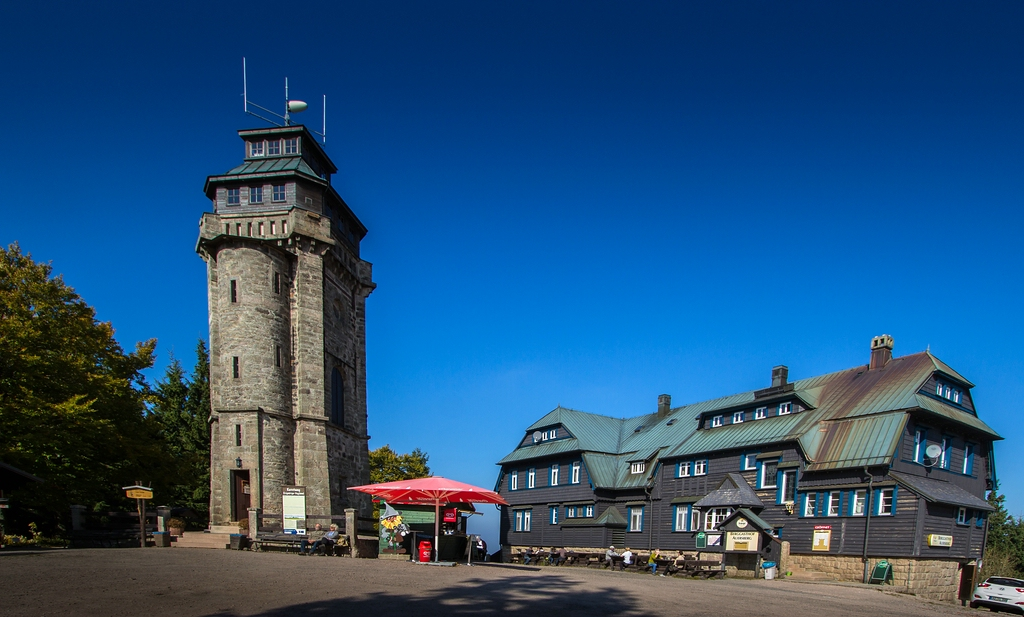
Auersbergturm und Hotel
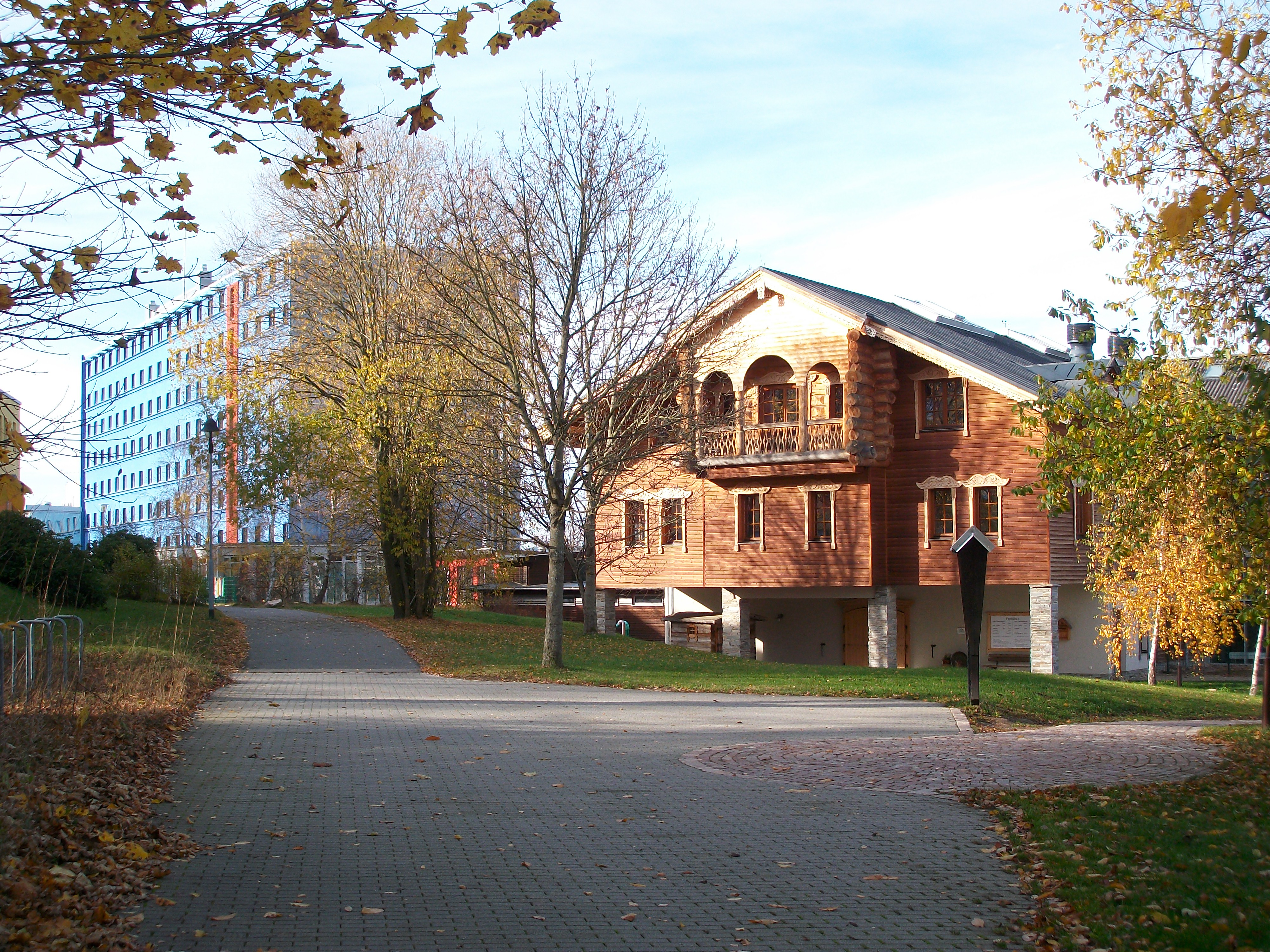
Hotel Am Bühl und Badegärten
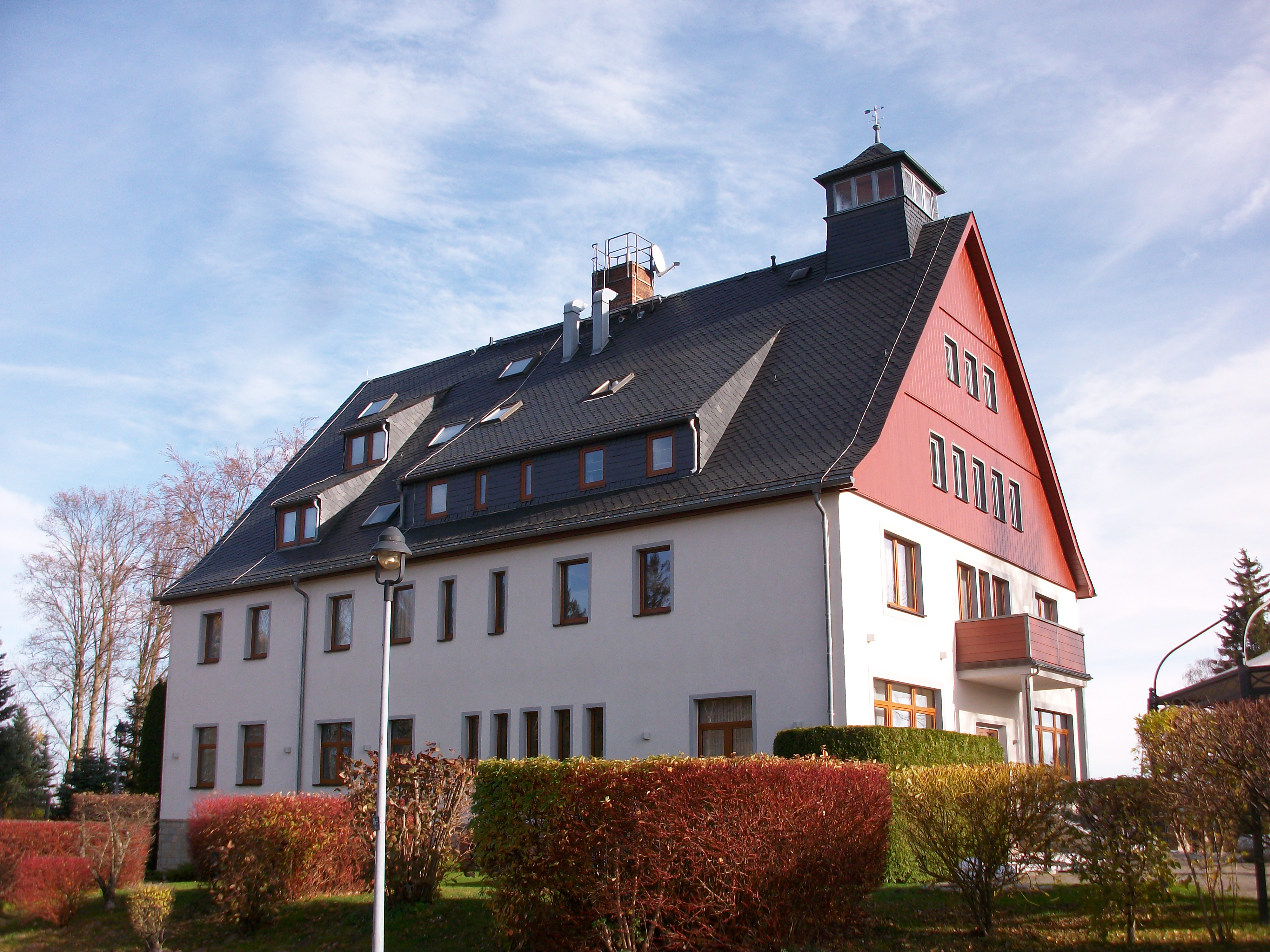
Bühlhaus
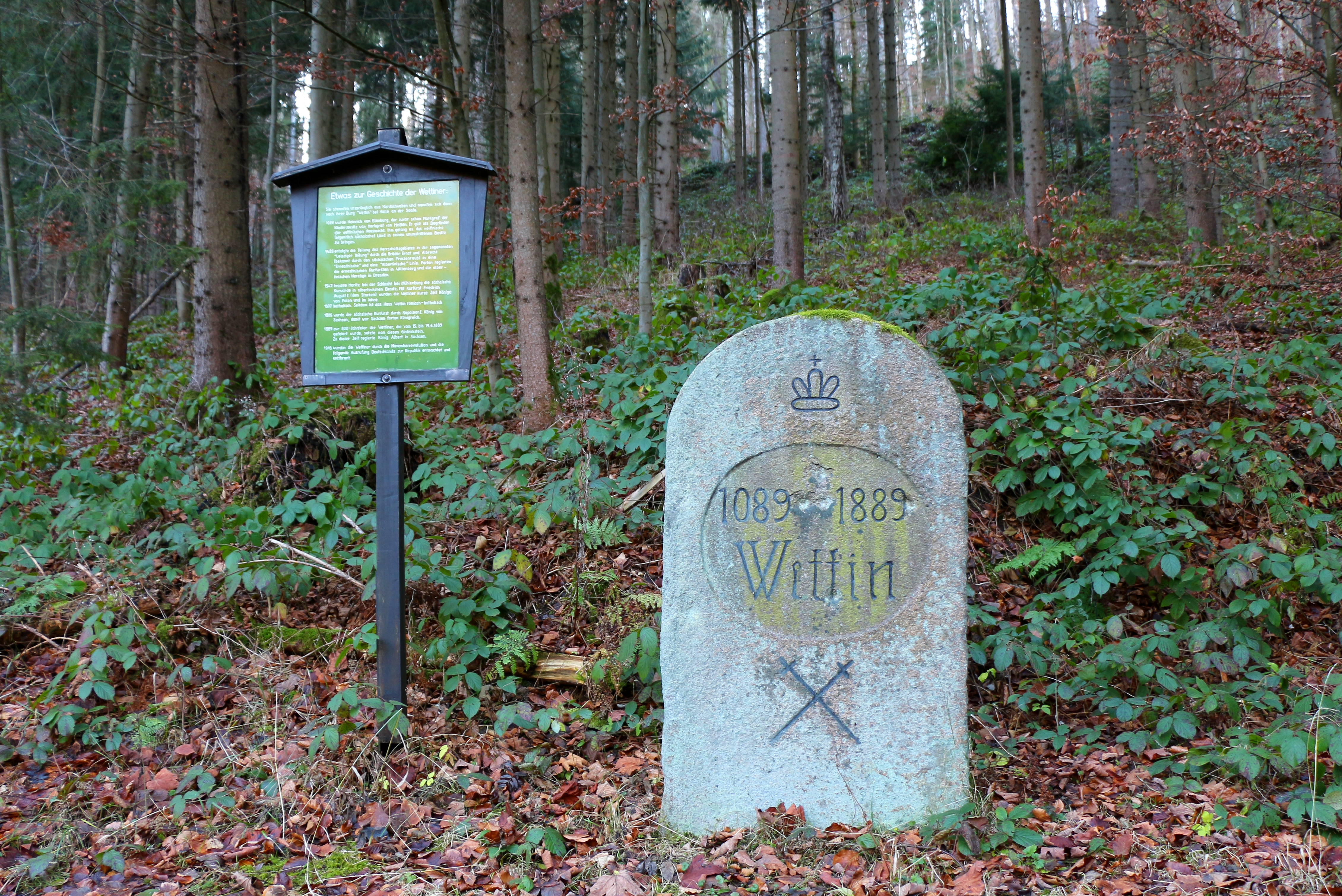
Wettinstein an der Rektorbrücke am Fuße des Auersberges.

### Naturschutz
- Siehe auch: Liste der Naturdenkmale in Eibenstock

## Wirtschaft

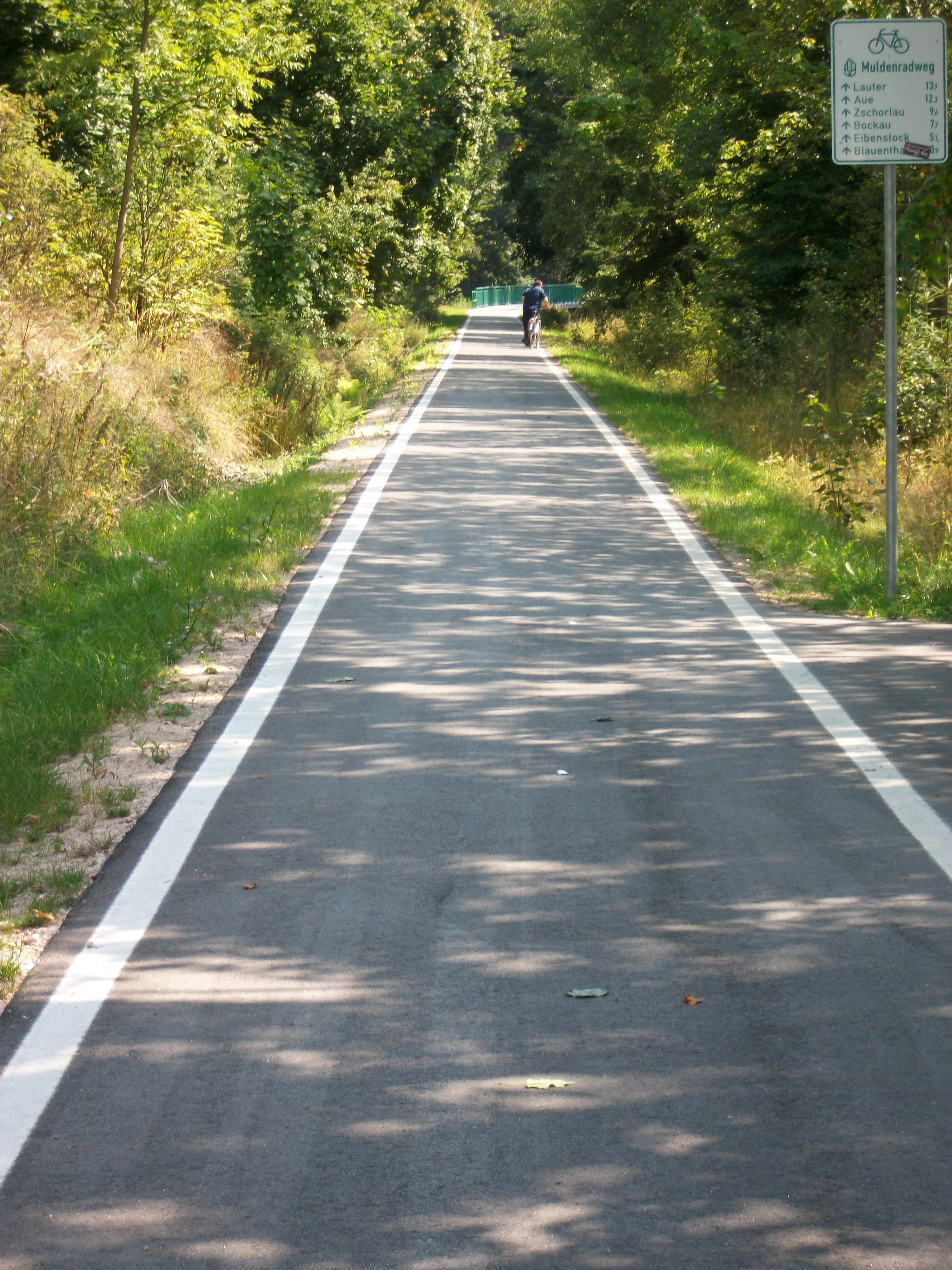
Mulderadweg bei Wolfsgrün (2013)

Vom 14. bis zum 18. Jahrhundert wurde in der Region Zinn- und Eisenerzbergbau betrieben. In August Schumanns Lexikon von Sachsen heißt es zur Geschichte des Bergbaus in Eibenstock und zur übrigen Wirtschaftsgeschichte des Ortes:
Mit der Geschichte und den Schicksalen der Stadt hat der Bergbau ihrer Einwohner stets in genauer Verbindung gestanden. Auch jetzt noch wird derselbe, besonders auf Zinn betrieben. Die älteste Bergzeche ist die Bärenzeche am Auersberge, auf welcher im Jahr 1501 ein Leipziger Ratsherr Kuxe gehabt hat. Auch in Albinus Meißn. Bergchronik (von 1590) wird der Eibenstocker Zinnbergwerke, besonders des sogenannten Fletschmauls, gedacht. Die Zinnzwitter haben hier aber nicht bloß ihre streichenden Gänge (Stöcke), sondern es findet sich auch Zinn unter dem Geschiebe, welches man auswäscht oder seift. Über den Ursprung der hiesigen Seifenwerke fehlen die Nachrichten. Ein Bezirk von 100 Lachtern in der Länge und 50 in der Breite heißt hier ein Seifenwerk (oder Metallwäsche). Der Bergmann, der es bearbeitet, wird Seifner genannt. Er muß unter freiem Himmel meistens im Wasser stehen und hat in dieser Hinsicht schwerere Arbeit, als in der Grube. Das geseifte Zinn ist besser, als das in Gängen gefundene und wird besonders zum Verzinnen des Bleches gebraucht. In den Seifenwerken fand man sonst häufig grüne Berille, milchblaue, halbdurchsichtige Opale, gelbe Topasen, auch zuweilen Aquamarine und einzelne Goldkörnchen. Im Jahr 1733 fand man von letztern noch eins von 13 As, welches August II. bei der Huldigung überreicht wurde. Jetzt werden nur selten gute Steine gefunden; Gold sieht man gar nicht mehr. Auch die meisten Seifenwerke sind jetzt erschöpft (ausgeseift) und es gibt deren nur noch 2, eins am Steinbach und das andere ist die Sauschwemme. Letztere liegt am östlichen Abhange des benachbarten Auersbergs. - Auch auf Eisen hat man hier schon seit langer Zeit gebaut, und es befinden sich bei der Stadt noch jetzt die beiden wichtigen Eisensteinzechen, der Johannes am Rehhübel und der Urbansgang. Hier war sonst der Sitz eines Bergamtes, welches um das Jahr 1560 errichtet wurde und in dessen Revier über 42 Gruben waren. Im Jahr 1787 waren diese Gruben mit 205, im Jahr 1788 nur mit 247 Bergleuten (mit Einschluß von 8 Schichtmeistern) belegt. Im Jahr 1791 haben 227 Bergleute aus 24 Gruben gefördert 88 ¾ Zentner Zinn, 1667 Fuder Eisenstein, 657 Fuder Eisensteinflöße, deren Betrag 5540 Taler war, während die Zubuße 6561 Taler betrug. Der hiesige Bergbau kam wahrscheinlich erst durch Schneeberger Bergleute recht in Schwung. Seit 16 Jahren wird das Zinn nicht mehr hier, sondern zu Johanngeorgenstadt geschmolzen, wohin eben, zum Nachteil der Stadt, das Bergamt versetzt wurde. Sonst war der Ertrag er Zinnbergwerke weit beträchtlicher. So gewann man des Zinns im Jahr 1695 über 565 Zentner, im Jahr 1748 an 393 Zentner.
Das Vitriolölbrennen, die Feldwirtschaft, das Verfertigen blecherner Waren und die Fabrikation von Arzneien, das Spitzenklöppeln, das Ausnähen von Musselinen etc. und der Verkauf dieser verschiedenen Artikel sind außerdem die vornehmsten Beschäftigungen der Einwohner. Im Jahr 1697 befanden sich hier 15 Handelsleute, 13 Bäcker, 18 Fleischer und 120 andere Handwerker. Sie besaßen 32 Pferde, 6 Ochsen, 381 Kühe, 20 Ziegen und 121 Scheffel an Sommer- und Wintersaat. Ihre Hauptnahrung bestand damals im Spitzen- und Blechhandel. Die Häuser waren mit 3225, die Grundstücke mit 1400 Schocken belegt. Man brauchte über 800 Faß Bier. Im Jahr 1779 betrug die Zahl der Kühe 450. - Es gibt hier einige große Arzneilaboranten und eine große Menge Arzneikrämer oder Landreisende, die sich mit dem auswärtigen Vertrieb von Olitäten aller Art, gebranntem Wasser, Arzneien, chemischen Artikeln, Scheidewasser etc. befassen. Viele derselben verbinden mit diesem Handel auch spitzen, genähte baumwollene Waren, Tücher, Band und dergleichen oder führen auch letztere Artikel allein. Die Zahl der zünftigen Blecharbeiter oder Flaschner ist gegen 90 (unter denen jetzt 63 Meister sich befinden). Von dem Vertrieb der Blechwaren nähren sich besondetrs die Einwohner des benachbarten Orts Schönheide. Die hier und im Amte Schwarzenberg verfertigten Blech- und Eisenartikel lassen sich in 4 Sorten abteilen; als 1) in schwarze Blecharbeit, zu welcher Bratröhren, Ofenröhren, Windöfen, Kaffeetrommeln, Töpfe, Topfstürzen gehören; 2) in weiße oder verzinnte Blechwaren, welche die Klempner fertigen; als: Leuchter, Lampen, Reibeisen, Gießkannen, Durchschläge, Heber usw. 3) in schwarze Eisenarbeit, zu der man Spaten, Schaufeln, Hacken, Ketten, Grabscheite rechnet, und 4) in verzinnte Eisenarbeit oder in Spohrerartikel. - Das weibliche Geschlecht klöppelte sonst fast ausschließlich; jetzt beschäftigt es sich mehr mit dem Ausnähen baumwollener Waren für die vogtländische Manufaktur, besonders in Plauen, Oelsnitz, Mylau, wie auch im böhmischen Städtchen Gräslitz. Wöchentlich kann eine Person damit in der Regel 16 Groschen bis einen Taler verdienen. Die Geschicktesten bringen es auf 2 Taler bis auf 2 Taler 12 Groschen. Im Anfange reizte dieser Gewinn so sehr, daß überall der Klöppelsack verschwand; da aber das Ausnähen den Launen der Mode weit mehr ausgesetzt ist, als das Klöppeln, so ist er seitdem von mancher fleißigen Hand wieder hervorgesucht worden. Man klöppelt hier meistens nur weiße Spitzen. Die hiesigen Spitzenhandlungen machen ansehnliche Geschäfte und besuchen mehrere der deutschen Messen. Einige derselben führen auch Band und andere Posamentierarbeiten, Musseline, Nesseltücher, genähte Waren usw. - Seit dem Jahr 1800 war zu Eibenstock auch eine Tabaksfabrik im Gange. Man hält hier jährlich 3 Märkte, von denen der erste auf Estomihi, der 2. Den Montag nach Johanni und der 3. Den Montag nach Mariä Geburt fällt. Eine Posthalterei auf dem Kurse von Zwickau nach Johanngeorgenstadt, so wie ein Beigeleite von Schwarzenberg befinden sich gleichfalls hier. - Zu Eibensock befinden sich 3 sogenannte Freihöfe, welche zwar bei der hohen Landeskurie in Dresden zur Lehn gehen, aber in Ansehung der Gerichtsbarkeit unmittelbar unter dem Kreisamte stehen; doch genießen sie einiger Freiheiten. Diese Freihöfe sollen mit dem zu Sosa befindlichen ein Rittergut gewesen sein. Die hiesigen Felder tragen Korn, Weizen, Gerste, Hafer, Flachs, besonders aber Kartoffeln, das Manna des Erzgebirges. Die Stadtflur hat sehr guten und reichlichen Wiesewachs; manche Wiesen werden jährlich dreimal gehauen. Selbst fruchtbare Obstgärten hat der Ort aufzuweisen.
Nach einer großen Hungersnot von 1771/1773 wurde der Bergbau hauptsächlich durch die Stickerei abgelöst.
Die Gemeindeteile Carlsfeld und Wildenthal sind mindestens seit 2006 staatlich anerkannte Erholungsorte, der Gemeindeteil Eibenstock seit 2018.

## Verkehr

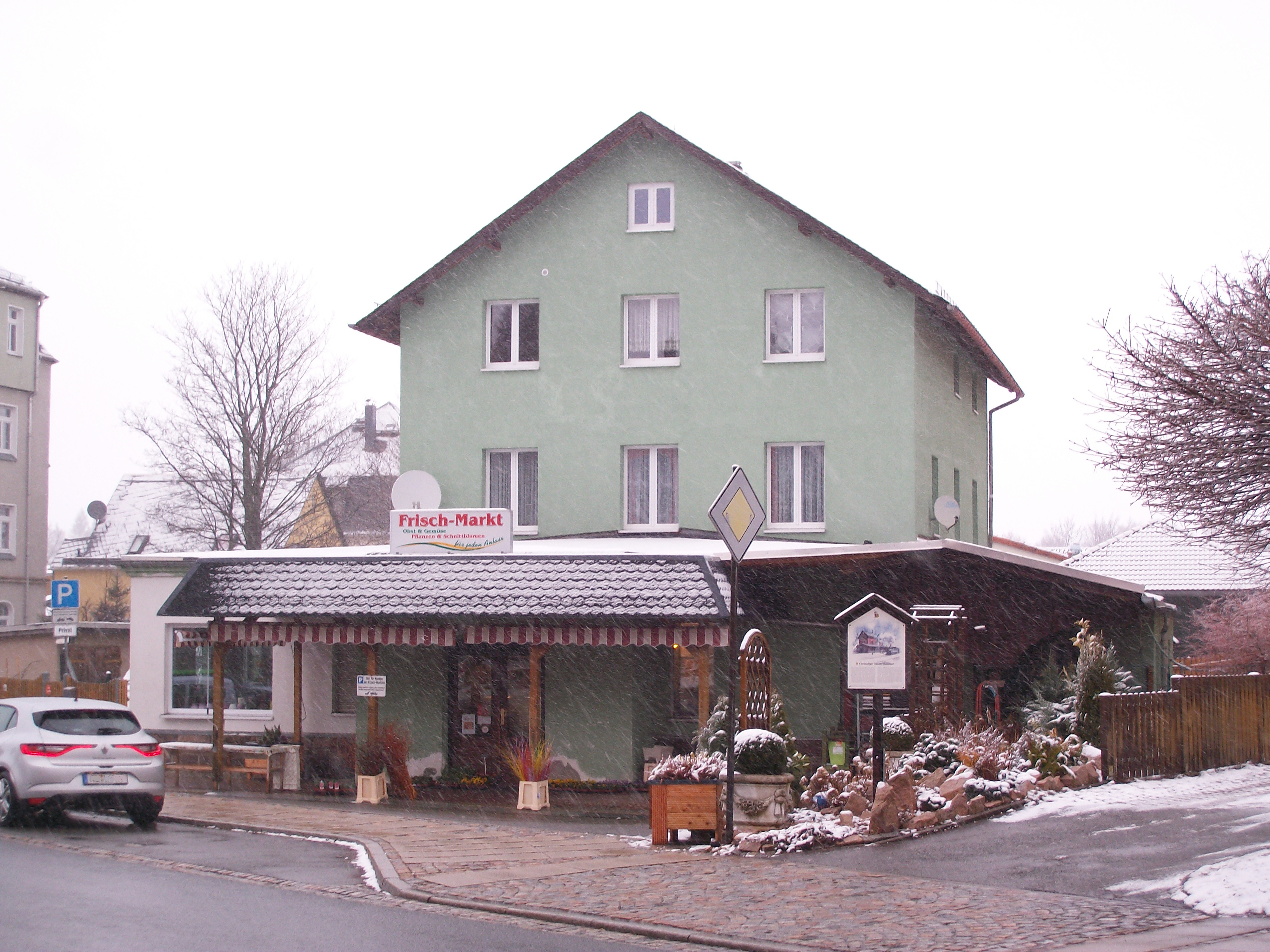
Ehemaliger oberer Bahnhof (2017)

Die Bundesstraße 283 von Adorf/Vogtl. nach Aue führt durch Eibenstock.
Von 1875 bis 1975 war die Stadt durch den heute durch die Wasser der Talsperre Eibenstock überfluteten unteren Bahnhof Eibenstock an die Bahnstrecke Chemnitz–Adorf angeschlossen. Nach der Wende zum 20. Jahrhundert wurde eine kurze Verbindungsstrecke nach Eibenstock gebaut und 1905 der für die Stadt günstiger gelegene obere Bahnhof Eibenstock eröffnet. Mit dem Bau der Talsperre Eibenstock wurden in den 1970er Jahren Bahnstrecke und Bahnhof aufgegeben. Seitdem gibt es im Stadtgebiet keinen Schienenverkehr mehr. Der Bahnhof Aue wird über einen Linienbus erreicht. Die frühere Bahntrasse zwischen den Eibenstocker Ortsteilen Wolfsgrün und Blauenthal sowie Aue wurde asphaltiert und wird für den Mulderadweg genutzt.